# Literatur Benins
Die beninische Literatur hatte eine lange mündliche Überlieferung, bevor Französisch zur Amtssprache wurde.

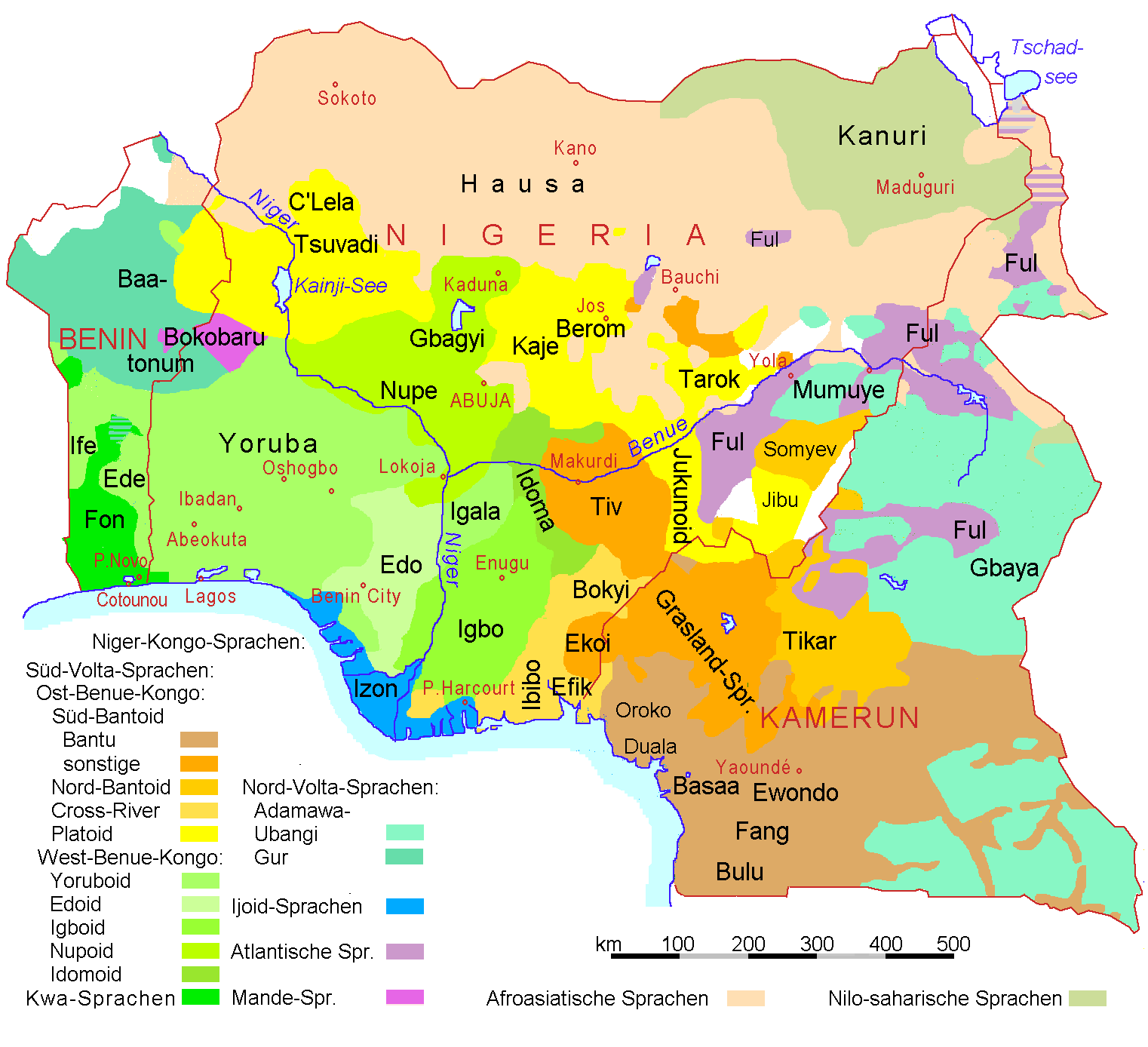
Verteilung der Sprachen in Benin (links)

## Einführung
Die Literatur in Benin (bis 1975 hieß das Land Dahomey) ist vielfältig und reichhaltig, wobei sie die kulturelle Vielfalt und die Geschichte des Landes widerspiegelt und eine breite Palette von Genres und Stilen umfasst. Viele Autoren schreiben in französischer Sprache, aber es gibt auch Werke in den lokalen Sprachen, die die reiche mündliche Tradition Benins widerspiegeln. Die Amtssprache des Königreiches Dahomey beispielsweise war Fon.
Der erste beninische Roman, L'Esclave (Der Sklave), stammt aus dem Jahr 1929 und wurde von Félix Couchoro (1900–1968) geschrieben.
Dem belgischen Gelehrten Albert S. Gérard (1920–1996) zufolge ist der Roman Un piège sans fin von Olympe Bhêly-Quénum (1928–) der erste Roman eines beninischen Autors, der keine populären antikolonialistischen Tropen zum Ausdruck brächte, um „zu zeigen, dass es für einen Afrikaner möglich war, einen unpolitischen Roman zu schreiben“.

Paulin J. Hountondji

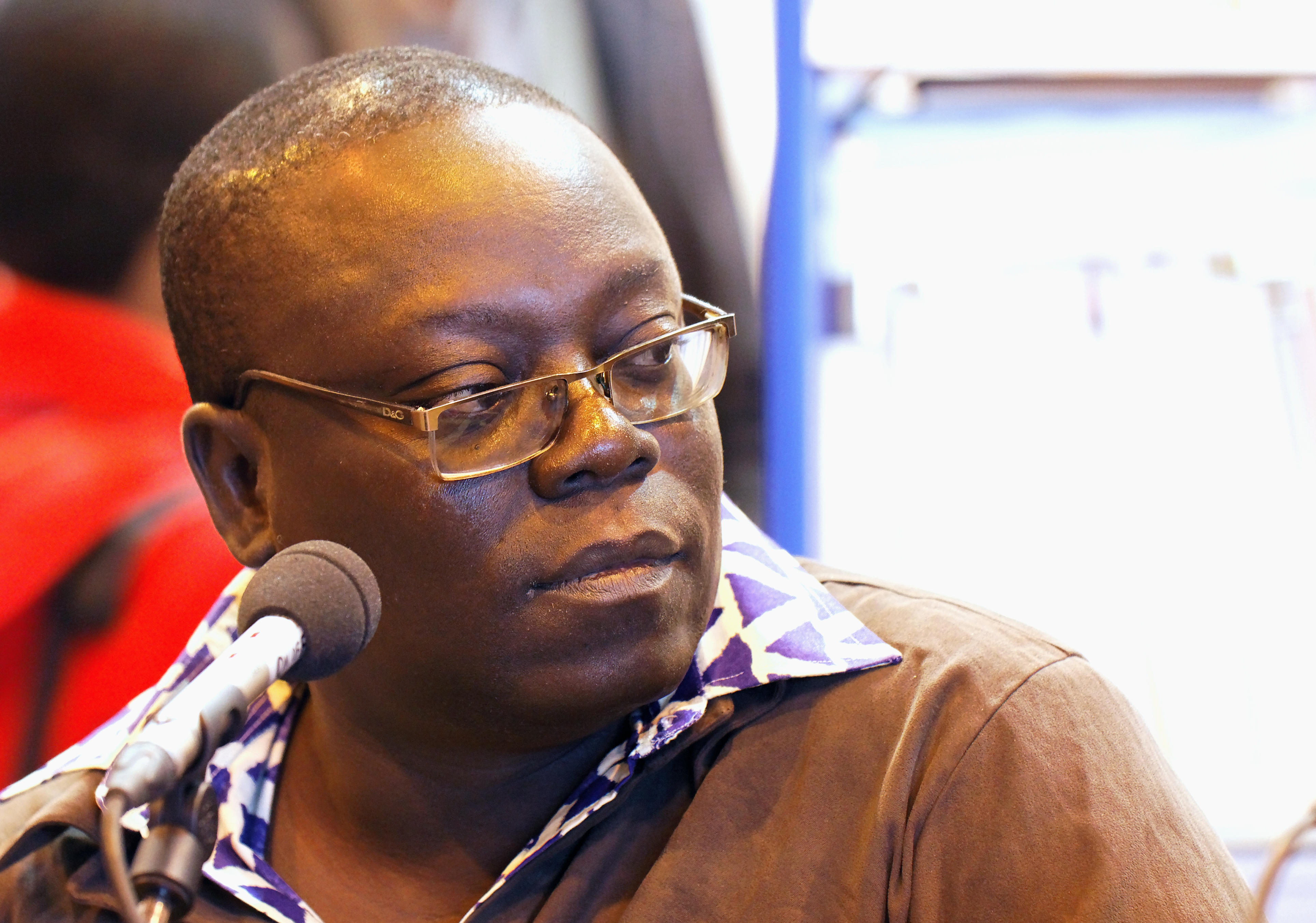
Florent Couao-Zotti

Zu weiteren bemerkenswerten Vertretern der beninischen Literatur zählen Jean Pliya, Colette Sénami Agossou Houeto, Florent Couao-Zotti, Richard Dogbeh, Adélaïde Fassinou, Paulin J. Hountondji, Paulin Joachim, José Pliva u. a.